# Direito internacional
O Direito Internacional (também conhecido como o Direito Internacional Público e o Direito das Nações) é o conjunto das regras, normas e padrões a que os Estados e os demais atores se sentem obrigados a obedecer nas suas relações mútuas e que, geralmente, obedecem. Nas relações internacionais, os atores são simplesmente os indivíduos e as entidades coletivas, tais como os Estados, as organizações internacionais e os grupos não-estatais, que podem fazer escolhas comportamentais, sejam elas legais ou ilegais. As regras são expetativas formais, muitas vezes escritas, para o comportamento, e as normas são as expectativas informais e habituais sobre o comportamento adequado, que habitualmente não são escritas. O direito internacional estabelece as normas para os estados numa vasta gama de domínios, incluindo a guerra e a diplomacia, as relações económicas e os direitos humanos.
O direito internacional difere dos sistemas jurídicos nacionais baseados no Estado, na medida em que funciona em grande parte mediante o consentimento, uma vez que não existe uma autoridade universalmente aceite para o aplicar aos Estados soberanos. Os Estados e os intervenientes não-estatais podem optar por não cumprir o direito internacional, e até mesmo violar um tratado, porém tais violações, particularmente do jus cogens (normas imperativas), podem ser recebidas com desaprovação pelos demais e, em alguns casos, com ações coercivas que vão desde as sanções diplomáticas às sanções económicas.
As fontes do direito internacional incluem os costumes internacionais (prática geral do Estado aceite como lei), os tratados e os princípios gerais do direito reconhecidos pela maioria dos sistemas jurídicos nacionais. Pese embora o direito internacional possa também se refletir na cortesia internacional – as práticas adotadas pelos estados para manter boas relações e reconhecimento mútuo – tais tradições não são juridicamente vinculativas. A relação e a interação entre um sistema jurídico nacional e o direito internacional são complexas e variáveis. O direito nacional pode tornar-se direito internacional quando os tratados permitem a jurisdição nacional dos tribunais supranacionais, como o Tribunal Europeu dos Direitos Humanos (TEDH) ou o Tribunal Penal Internacional (TPI). Tratados como as Convenções de Genebra exigem que a legislação nacional esteja em conformidade com as disposições do tratado. As leis ou constituições nacionais podem também prever a implementação ou integração de obrigações jurídicas internacionais no direito interno.

### Tratado

Convenção de Viena sobre o Direito dos Tratados (CVDT)
Parte (Assinada e Ratificada) </br> Signatário (Assinada) </br> Não-Parte (Não-Assinada)

## Terminologia
O termo moderno "direito internacional" foi originalmente adotado por Jeremy Bentham no seu livro Introduction to the Principles of Moral and Legislation de 1789, para substituir o antigo direito das nações, uma tradução direta dos conceitos da Baixa Idade Média do ius gentium, utilizado por Hugo Grócio, e do droits des gens, utilizado por Emer de Vattel. A definição do direito internacional tem sido debatida. Bentham utilizou-o para se referir especificamente às relações entre os estados, tendo sido criticado pelo seu âmbito restrito. Lassa Oppenheim definiu-o na sua obra como "uma lei entre estados soberanos e iguais baseada no consentimento comum destes estados" e esta definição tem sido largamente adotada pelos juristas internacionais.
Existe uma distinção entre o direito internacional público e o direito internacional privado. Este último preocupa-se com a questão de saber se os tribunais nacionais podem reivindicar a jurisdição sobre os casos em que está presente um elemento estrangeiro e a possibilidade de aplicação das decisões estrangeiras no direito interno, enquanto que o direito internacional público abrange as regras com origem internacional. A diferença entre estas duas áreas do direito internacional tem sido debatida à medida que os estudiosos discordam sobre a natureza da sua relação. Joseph Story, que criou o termo "direito internacional privado", realçou que este deve ser regido pelos princípios do direito internacional público, apesar de que outros académicos os veem como corpos jurídicos separados. Um outro termo, direito transnacional, é por vezes utilizado para se referir a um conjunto de regras nacionais e internacionais que transcendem o estado-nação, pese embora alguns académicos sublinhem que é distinto de qualquer outro tipo de direito. Foi definido por Philip Jessup como “toda a lei que regula as ações ou os acontecimentos que transcendem as fronteiras nacionais”.
Um conceito mais recente é o direito supranacional, que foi descrito num artigo de 1969 como "[uma] palavra relativamente nova no vocabulário da política". Os sistemas de direito supranacional surgem quando as nações cedem explicitamente o seu direito de tomar decisões aos poderes judicial e legislativo desse sistema, os quais passam então a dispor do direito de fazer leis que sejam diretamente eficazes nesses estados-membros. Este foi descrito como “um nível de integração internacional que vai para além do mero intergovernamentalismo, mas que fica ainda aquém de um sistema federal”. O exemplo mais comum de um sistema supranacional é a União Europeia (UE).

## História

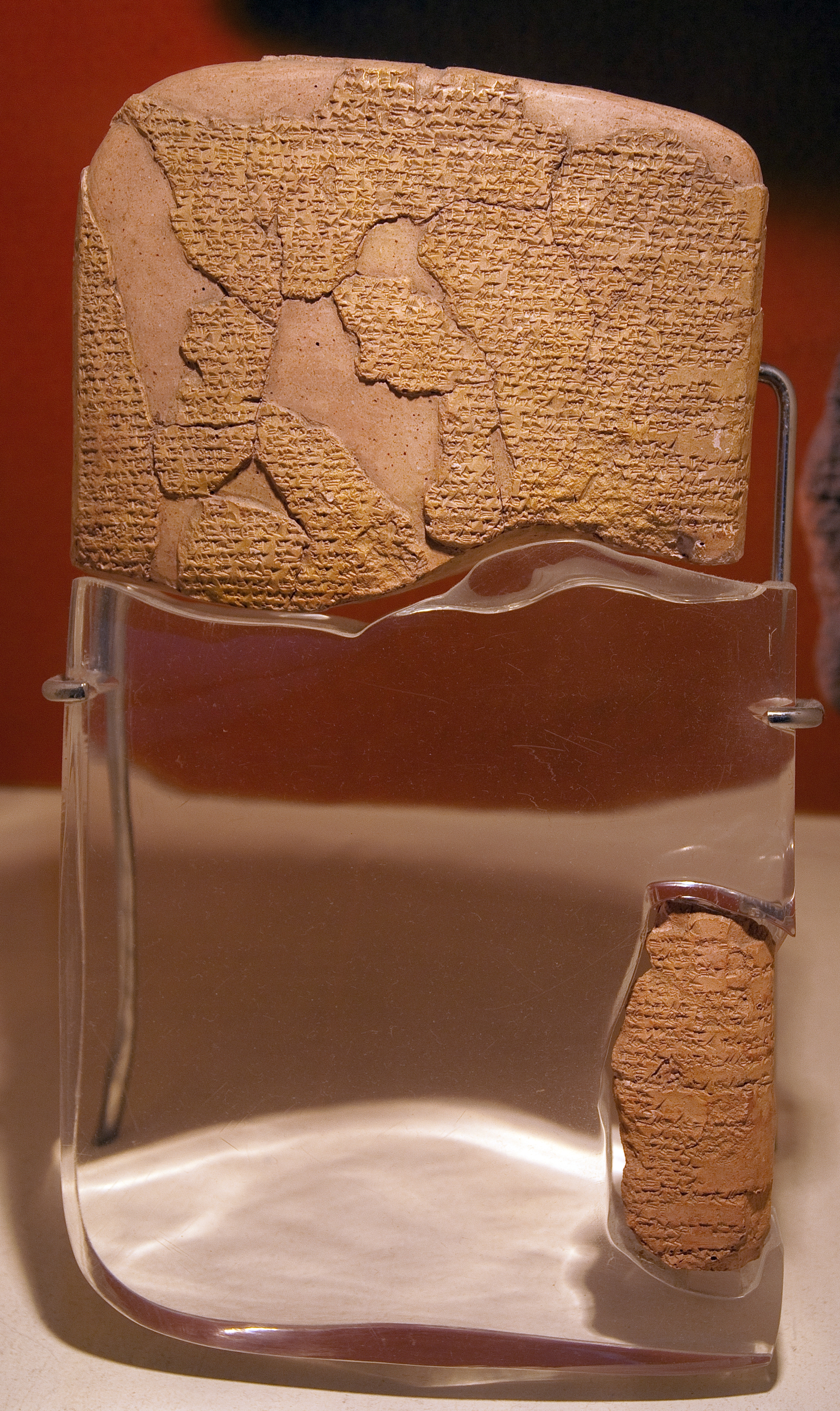
A versão hitita do Tratado de Cadexe, um dos primeiros exemplos existentes de um acordo internacional.

As origens do direito internacional remontam à História Antiga. Com origens que remontam à Antiguidade, os Estados têm uma longa história de negociação de acordos interestaduais. Uma estrutura inicial foi conceptualizada pelos Antigos Romanos e esta ideia do jus gentium (direito das gentes) foi utilizada pelos diversos académicos para estabelecer o conceito moderno do direito internacional. Entre os primeiros exemplos registados contam-se os tratados de paz entre as cidades-estado da Mesopotâmia, Lagas e Uma (aproximadamente, em 3100 a.C.), e um acordo entre o Faraó do Egito, Ramsés II, e o Rei Hitita, Hatusil III, concluído em 1279 a.C. Os pactos e os acordos interestaduais foram negociados e acordados por entidades políticas em todo o mundo, desde o Mediterrâneo oriental até à Ásia Oriental. Na Grécia Antiga, muitos dos primeiros tratados de paz foram negociados entre as suas cidades-estado e, ocasionalmente, com os estados vizinhos. O Império Romano estabeleceu a estrutura conceptual inicial para o direito internacional, o jus gentium, que começou por reger o estatuto dos estrangeiros autorizados a viver em Roma e as relações possíveis entre os estrangeiros e os cidadãos romanos. Adotando o conceito da Grécia Antiga do direito natural, os romanos conceberam o jus gentium como sendo universal. No entanto, em contraste com o direito internacional moderno, o Direito Romano das Nações aplicava-se às relações com e entre os indivíduos estrangeiros, em vez das relações entre unidades políticas, como os Estados.
Começando com o Período das Primaveras e Outonos do século VIII a.C., a China Antiga estava dividida em numerosos Estados que frequentemente estavam em guerra entre si. Surgiram regras para a diplomacia e para a elaboração dos tratados, incluindo noções sobre os motivos justos para a guerra, os direitos das Partes neutras e a consolidação e a divisão dos Estados. Estes conceitos foram por vezes aplicados às relações com os bárbaros ao longo da periferia ocidental da China Atiga, para além das Planícies Centrais. O subsequente Período dos Estados Combatentes assistiu ao desenvolvimento de duas grandes escolas de pensamento, o Confucionismo e o Legalismo, ambas sustentando que as esferas jurídicas doméstica e internacional estavam intimamente interligadas e procuraram estabelecer princípios normativos concorrentes para orientar as suas relações externas. Da mesma forma, o subcontinente indiano foi dividido em vários Estados, que ao longo do tempo desenvolveram regras de neutralidade, leis de tratados e conduta internacional, e estabeleceram embaixadas temporárias e permanentes.
Após a Queda do Império Romano do Ocidente no século V d.C., a Europa fragmentou-se em numerosos Estados muitas vezes em guerra durante grande parte dos cinco séculos seguintes. O poder político estava disperso por uma série de entidades, incluindo a Igreja, as cidades-estado mercantis e os reinos, a maioria dos quais tinham jurisdições sobrepostas e em constante mudança. Tal como na China e na Índia, estas divisões levaram ao desenvolvimento de regras destinadas a proporcionar relações estáveis e previsíveis. Os primeiros exemplos incluem o Direito Canónico, que regia as instituições eclesiásticas e o Clero em toda a Europa. Destacam-se a lex mercatoria (lei comercial) que dizia respeito aos negócios e ao comércio, e os vários códigos do Direito Marítimo, como os Rolos de Olerón (Julgamentos de Oléron), destinados a regular o transporte marítimo no Noroeste da Europa, e as posteriores Leis de Wisby, promulgadas entre a Liga Hanseática comercial do norte da Europa e da região do Báltico.
No mundo islâmico, Maomé Axaibani publicou Al-Siyar Al-Kabīr no século VIII, que serviu como obra de referência fundamental para o siyar, um subconjunto da Lei Xaria, que regia as relações externas. Este baseou-se na divisão do mundo em três categorias: o dar al-Islam, onde prevalecia a lei islâmica, os dar al-sulh, reinos não islâmicos que concluíram um armistício com um governo muçulmano, e os dar al-harb, terras não-islâmicas que foram contestadas através da jihad. Os princípios jurídicos islâmicos relativos à conduta militar são considerados os precursores do direito internacional humanitário moderno e institucionalizaram limitações à conduta militar, incluindo orientações para o início da guerra, a distinção entre civis e combatentes e o cuidado dos doentes e feridos.
Durante a Idade Média europeia, o direito internacional preocupava-se principalmente com o propósito e a legitimidade da guerra, procurando determinar o que constituía uma "guerra justa". O conceito greco-romano de lei natural foi combinado com os princípios religiosos pelo filósofo judeu Maimônides (1135-1204) e pelo teólogo cristão Tomás de Aquino (1225-1274) para criar a nova disciplina do "Direito das Nações", que, ao contrário do seu predecessor homónimo romano, aplicou o direito natural às relações entre os estados. No Islão, desenvolveu-se uma estrutura semelhante em que o Direito das Nações derivava, em parte, dos princípios e regras estabelecidos nos tratados com os não-muçulmanos.

### Emergência do moderno direito internacional
O século XV assistiu a uma confluência de fatores que contribuíram para um desenvolvimento acelerado do direito internacional. O jurista italiano Bártolo de Sassoferrato (1313–1357) é considerado o fundador do direito internacional privado. Outro jurista italiano, Baldo de Ubaldo (1327–1400), forneceu comentários e compilações do direito romano, eclesiástico e feudal, criando uma fonte organizada de direito que podia ser referenciada por diferentes nações. Alberico Gentili (1552–1608) adotou uma visão secular do direito internacional, sendo autor de vários livros sobre questões de direito internacional, nomeadamente Direito da Guerra, que fornecia comentários abrangentes sobre as leis da guerra e dos tratados. Francisco de Vitoria (1486-1546), que se preocupava com o tratamento dos povos indígenas por parte da Espanha, invocou o Direito das Nações como base para a sua dignidade e direitos inatos, articulando uma versão inicial de igualdade soberana entre os povos. Francisco Suárez (1548–1617) realçou que o direito internacional foi fundado no direito natural e no direito humano positivo.

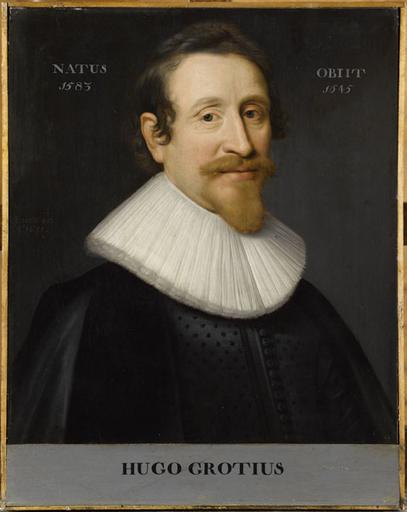
Um retrato do jurista neerlandês Hugo Grócio.

O jurista neerlandês Hugo Grócio (1583-1645) é amplamente considerado o pai do direito internacional, sendo um dos primeiros estudiosos a articular uma ordem internacional que consiste numa "sociedade de estados" governada não pela força ou pela guerra, mas por leis reais, acordos mútuos e costumes. Grócio secularizou o direito internacional, e a sua obra de 1625, De Jure Belli ac Pacis, estabeleceu um sistema de princípios do direito natural que vincula todas as nações, independentemente dos costumes ou leis locais. Inspirou duas escolas nascentes do direito internacional, os naturalistas e os positivistas. No primeiro campo encontrava-se o jurista alemão Samuel von Pufendorf (1632-1694), que enfatizou a supremacia da lei da natureza sobre os estados. A sua obra de 1672, Da Lei da Natureza e das Nações, expandiu as teorias de Grócio e baseou a lei natural na razão e no mundo secular, afirmando que esta apenas regulava os atos exteriores dos Estados. Pufendorf desafiou a noção hobbesiana de que o Estado da natureza era da guerra e do conflito, argumentando que o estado natural do mundo é na verdade pacífico, mas fraco e incerto sem adesão à lei das Nações. As ações de um Estado não consistem em mais do que a soma dos indivíduos desse Estado, exigindo assim que o Estado aplique uma lei fundamental da razão, que é a base do direito natural. Foi um dos primeiros estudiosos a expandir o direito internacional para além das Nações cristãs europeias, defendendo a sua aplicação e reconhecimento entre todos os povos com base na humanidade partilhada.
Em contraste, escritores positivistas, como Richard Zouche (1590-1661) em Inglaterra e Cornelis van Bynkershoek (1673-1743) nos Países Baixos, defenderam que o direito internacional deveria derivar da prática real dos Estados, e não das fontes cristãs ou greco-romanas. O estudo do direito internacional deslocou-se da sua preocupação central sobre o direito da guerra para os domínios como o Direito do Mar e os tratados comerciais. A escola positivista tornou-se mais popular à medida que refletia opiniões aceites sobre a soberania do Estado e era consistente com a abordagem empirista da Filosofia que então ganhava aceitação na Europa.

### Estabelecimento do sistema Westfaliano
Os desenvolvimentos do século XVII culminaram com a conclusão da Paz de Vestfália em 1648, que é considerada o acontecimento seminal no Direito Internacional. Considera-se que a soberania vestfaliana resultante estabeleceu a atual ordem jurídica internacional caracterizada por Estados-Nação independentes, que têm soberania igual, independentemente do seu tamanho e poder, definida principalmente pela não interferência nos assuntos internos dos Estados soberanos, pese embora alguns historiadores tenham questionado esta narrativa. A ideia do Nacionalismo solidificou ainda mais o conceito e a formação dos Estados-Nação. Foram sintetizados elementos das escolas naturalistas e positivistas, nomeadamente pelo filósofo alemão Christian Wolff (1679-1754) e pelo jurista suíço Emer de Vattel (1714-1767), ambos os quais procuraram uma abordagem intermédia. Durante o século XVIII, a tradição positivista ganhou uma aceitação mais ampla, pese embora o conceito dos direitos naturais se tenha mantido influente na política internacional, particularmente através das revoluções republicanas dos Estados Unidos e de França.
Até meados do século XIX, as relações entre os Estados eram ditadas principalmente por tratados, acordos entre os Estados para se comportarem de uma determinada maneira, inexequíveis exceto pela força, e não vinculativos exceto por questões de honra e fidelidade. Um dos primeiros instrumentos da moderna lei dos conflitos armados foi o Código Lieber de 1863, que governou a condução da guerra durante a Guerra Civil Americana, e é conhecido por codificar as regras e os artigos da guerra respeitados pelas Nações de todo o mundo, incluindo o Reino Unido, a Prússia, a Sérvia e a Argentina. Nos anos que se seguiram, foram criados vários outros tratados e órgãos para regular a conduta dos Estados entre si, incluindo o Tribunal Permanente de Arbitragem (TPA) em 1899, e as Convenções de Haia e Genebra, a primeira das quais foi aprovada em 1864.

### Desenvolvimentos dos séculos XX e XXI

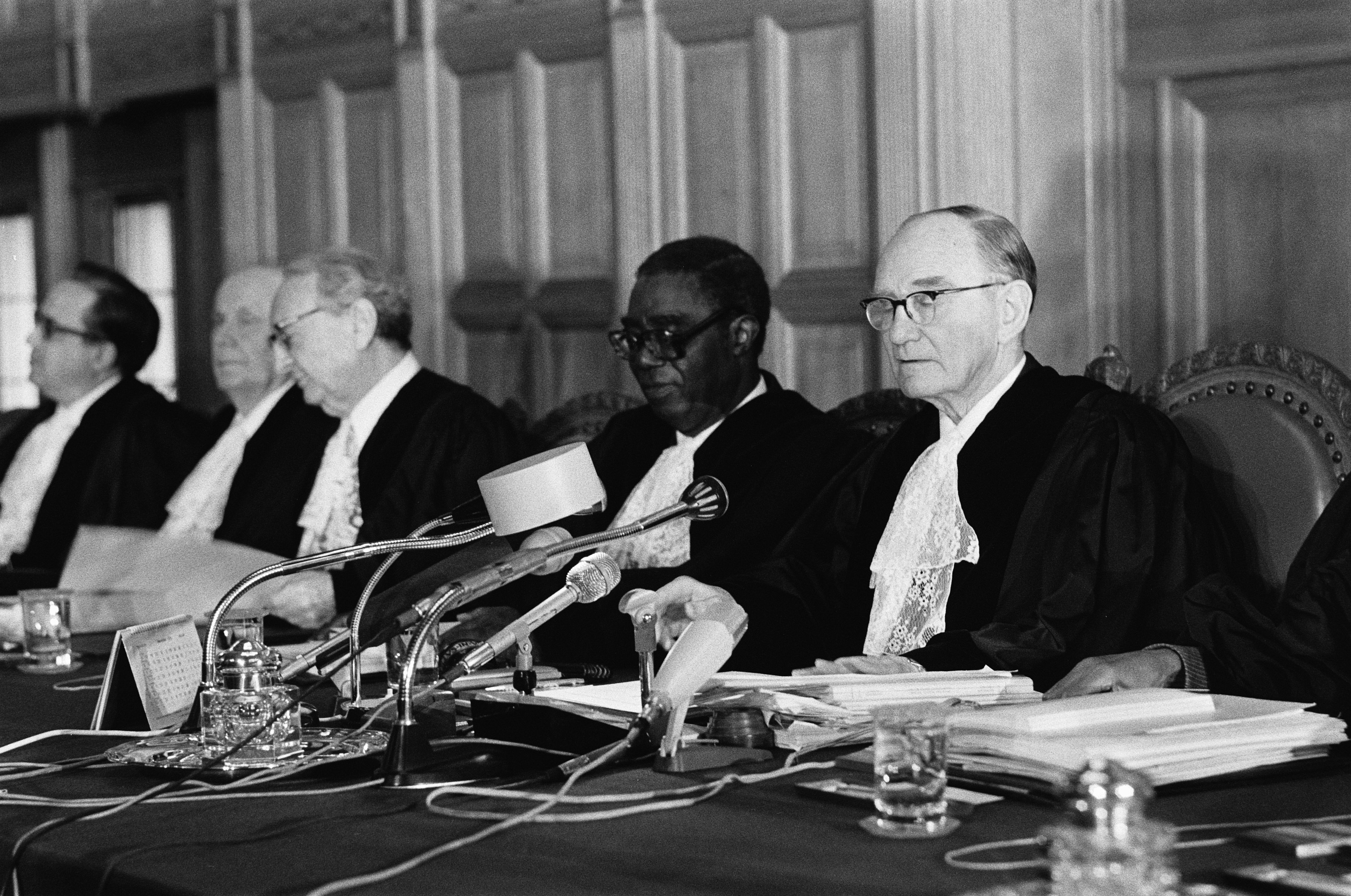
Juízes do Tribunal Internacional de Justiça (Corte Internacional de Justiça) em 1979.

A expansão ultramarina das potências europeias atingiu o seu auge no final do século XIX e a sua influência começou a diminuir após o derramamento de sangue sem precedentes da Primeira Guerra Mundial, que estimulou a criação das organizações internacionais. O direito de conquista foi, regra geral, reconhecido como um direito internacional até à Segunda Guerra Mundial. A Sociedade das Nações (SDN) foi fundada para salvaguardar a paz e a segurança. O direito internacional começou a incorporar noções como a autodeterminação e os direitos humanos. A Organização das Nações Unidas (ONU) foi criada em 1945 para substituir a Sociedade das Nações (SDN), com o objetivo de manter a segurança coletiva. Seguiu-se uma ordem jurídica internacional mais robusta, apoiada em instituições como o Tribunal Internacional de Justiça (Corte Internacional de Justiça, TIJ ou CIJ) e o Conselho de Segurança das Nações Unidas (CSNU). A Comissão de Direito Internacional (CDI) foi criada em 1947 para desenvolver e codificar o direito internacional.
Desde a década de 1940 até à década de 1970, a dissolução do bloco soviético e a parcial emancipação ultramarina por todo o mundo resultaram no estabelecimento de dezenas de novos Estados independentes. À medida que estas antigas colónias se tornaram os seus próprios Estados, adoptaram visões europeias do direito internacional. Uma inundação de instituições, desde o Fundo Monetário Internacional (FMI) e o Banco Internacional de Reconstrução e Desenvolvimento (Banco Mundial) até à Organização Mundial de Saúde (OMS), promoveu o desenvolvimento de uma abordagem multilateralista à medida que os Estados optaram por comprometer a soberania para beneficiarem da cooperação internacional. Desde a década de 1980, tem havido uma atenção crescente à necessidade de abrandar o fenómeno da globalização e à proteção dos direitos humanos à escala global, especialmente quando estão envolvidas minorias ou comunidades indígenas, à medida que crescem as preocupações com o fato da globalização estar a incrementar a desigualdade no sistema jurídico internacional.

### Estado

Estados-membros da ONU que pelo menos um outro estado-membro não reconhece
Estados não-membros da ONU reconhecidos por pelo menos um estado-membro da ONU
Estados não-membros da ONU reconhecidos apenas por outros Estados não-membros da ONU

#### Tribunais internacionais

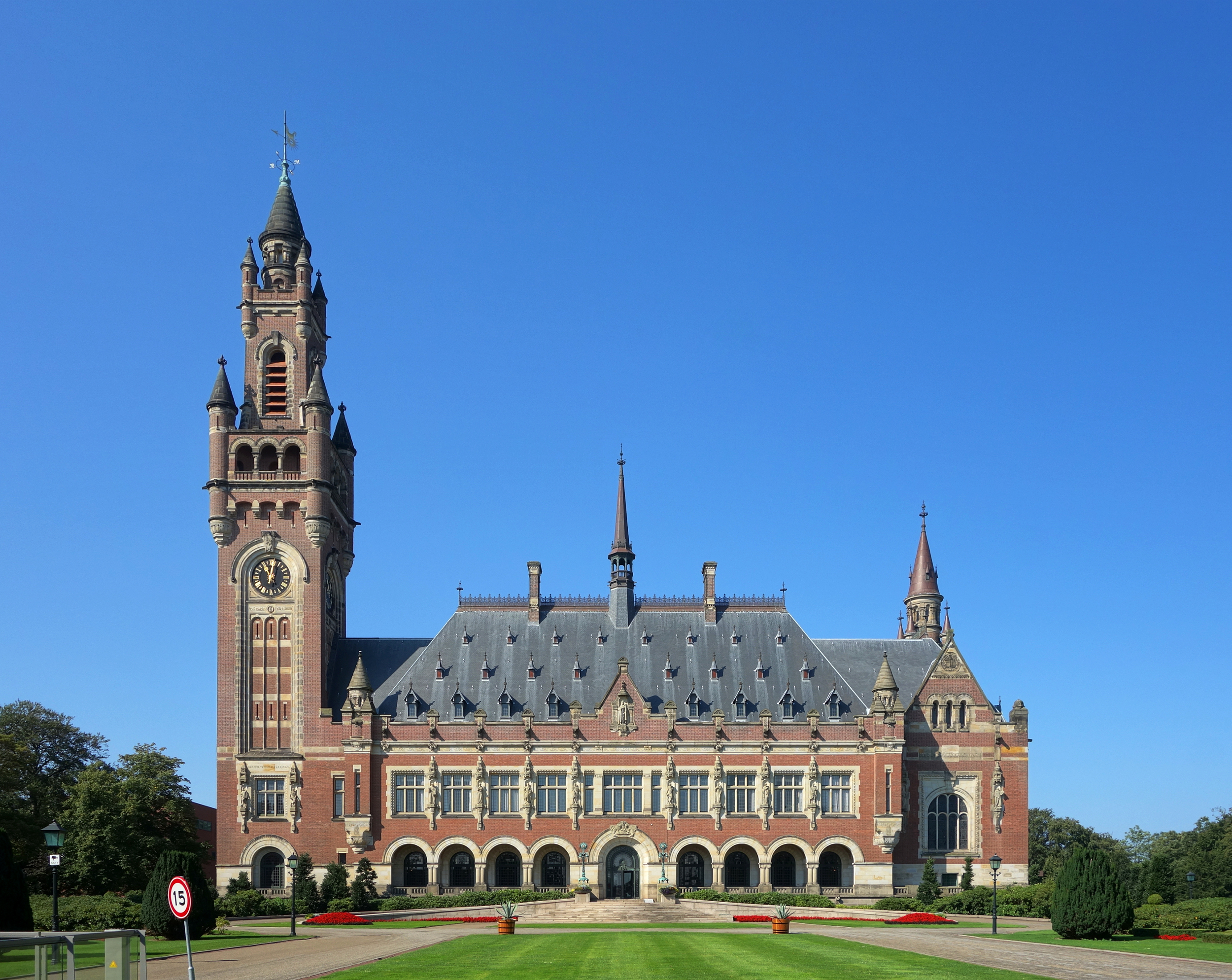
O Palácio da Paz em Haia, nos Países Baixos, que alberga o Tribunal Internacional de Justiça (Corte Internacional de Justiça, TIJ ou CIJ).

### O território e o mar

Repartição das regras em torno das águas territoriais no âmbito da CNUDM.

### Direito humanitário

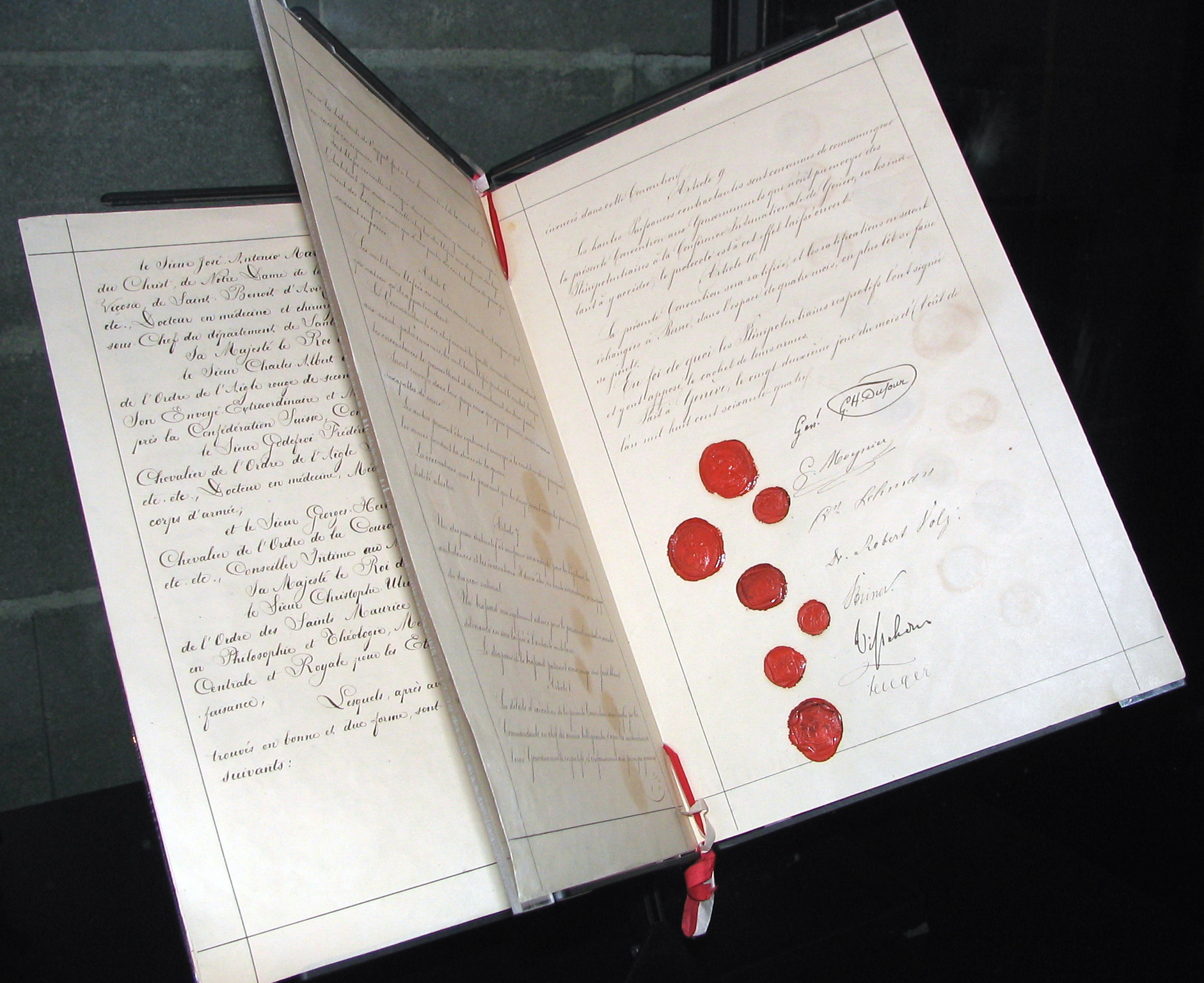
A Primeira Convenção de Genebra (1864) é uma das primeiras formulações do direito internacional.